# Congomiertapuit
De Congomiertapuit (Myrmecocichla tholloni) is een zangvogel uit de familie Muscicapidae (Vliegenvangers).

## Verspreiding en leefgebied
Deze soort komt voor van Gabon tot zuidelijk Angola, de Centraal-Afrikaanse Republiek en westelijk Congo-Kinshasa.